# José María Barenys y Gambús
José María Barenys y Gambús (Barcelona, 1875-ib., 1953) fue un arquitecto español. Trabajó en varios lugares de Cataluña, mientras ejercía de arquitecto municipal de Vendrell.
Entre sus obras de la corriente modernista destacan la Casa Pons y la Casa Rusca, ambas de su ciudad natal, y también la mallorquina Casa Vallet i Xiró.

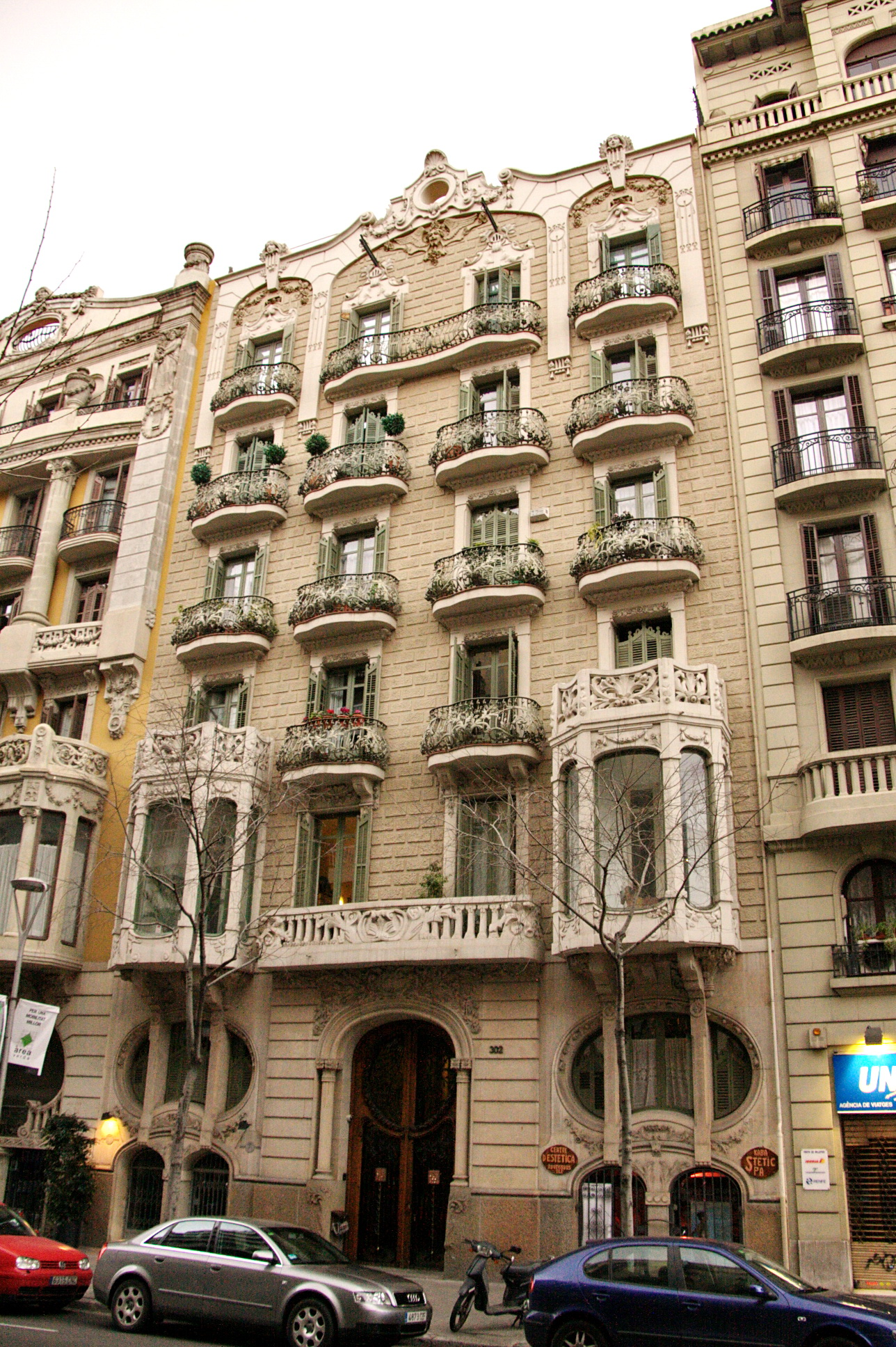
Casa Vallet i Xiró, en Mallorca.

Habría fallecido en 1953.